# Метаборати
Метаборати (рос. метабораты, англ. metaborates, нім. Metaborate n pl) – рідкісні мінерали класу боратів – солі метаборної кислоти HBO2 (бандиліт – Cu[(Cl | B(OH)4], типлеїт – Na2[Cl | B(OH)4] та ін.).